# کارستن اشپور

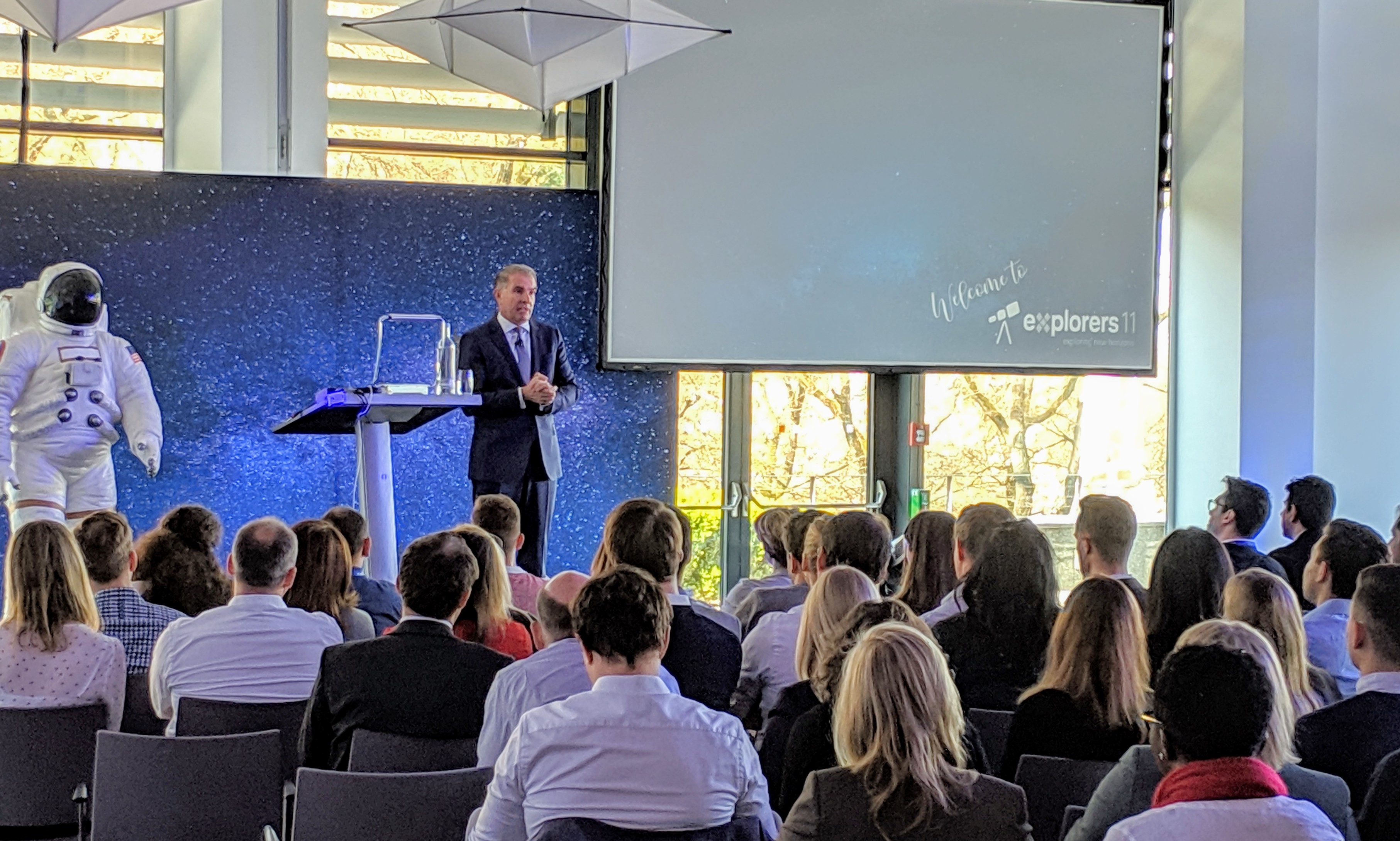
مدیر عامل لوفت هانزا، کارستن اسپور، در مراسم سخنرانی برای کاوشگران 11، با شخصی از گروه لوفت هانزا صحبت می کند.

کارستن اشپور (انگلیسی: Carsten Spohr; ۱۶ دسامبر ۱۹۶۶) کارآفرین و مدیر ارشد اجرایی اهل آلمان است، که هم‌اکنون بعنوان رئیس هیئت مدیره شرکت هواپیمایی لوفت‌هانزا فعالیت می‌کند.